# Diners rosa
El diners rosa és un terme que fa referència a la capacitat adquisitiva de la comunitat gai, molt sovint en el marc de les donacions de caràcter polític. Arran de l'eclosió i l'auge dels moviments socials LGBT els diners roses han deixat de tenir un ús restringit o reduït per transformar-se en una indústria pròspera i en creixement a arreu del món occidental, especialment als Estats Units d'Amèrica i al Regne Unit. Avui dia, moltes empreses, des de restaurants a clubs nocturns, entre d'altres, se centren en la clientela LGBT com a focus del seu mercat objectiu, tot i que en els seus orígens la motivació es trobés en la persecució i la discriminació que sofrien aquests col·lectius. El 1998 es va taxar el valor global dels diners roses en uns 350 mil milions de Lliures esterlines en diversos sectors, entre els quals el d'entreteniment i dels béns de consum. Actualment, els diners roses estan xifrats en més de 917 mil milions de Dòlars dels Estats Units.
El poder econòmic dels diners roses ha estat considerat com quelcom positiu dins de la comunitat LGBT, en tant que ha reforçat una espècia d'autoconcepte financer, la qual cosa permet la vinculació dels individus en llur respectiva comunitat. De fet, més del 90% d'aquesta comunitat dona suport a les empreses que funcionen amb aquests diners roses, mentre que esquiven aquelles que tenen polítiques contràries al moviment LGBT. Nogensmenys, també s'ha criticat que aquest concepte allunyaria la integració de les persones LGBT de la societat, ja que en promouria la seva segregació.